# Bahnstrecke Königswalde–Annaberg-Buchholz ob Bf
| Ausschnitt der Streckenkarte Sachsen von 1902 |                      |                                         |                                         |
| Streckennummer: | 6622; sä. KA         |                                         |                                         |
| Streckenlänge: | 5,88 km              |                                         |                                         |
| Spurweite: | 1435 mm (Normalspur) |                                         |                                         |
| Maximale Neigung: | 16,6 ‰               |                                         |                                         |
| Minimaler Radius: | 180 m                |                                         |                                         |
| |                      |                                         |                                         |
| \| \| \| von Vejprty \| \| \| \| 0,00 \| Königswalde (Erzgeb) ob Bf \| 702 m \| \| \| \| nach Annaberg-Buchholz unt Bf \| \| \| \| 1,67 \| Cunersdorf (b Buchholz/Sachs) \| 699 m \| \| \| 4,00 \| Brücke Kleinrückerswalde (27 m) \| Brücke Kleinrückerswalde (27 m) \| \| \| 4,11 \| Kleinrückerswalde \| 675 m \| \| \| 5,02 \| Annaberg (Erzgeb) ob Bf (AEG-Bahnsteig) \| Annaberg (Erzgeb) ob Bf (AEG-Bahnsteig) \| \| \| 5,09 \| Anst ABB Elektroinstallation GmbH \| Anst ABB Elektroinstallation GmbH \| \| \| 5,88 \| Annaberg-Buchholz ob Bf \| 659 m \| \| \| 6,05 \| Streckenende \| Streckenende \| |                      |                                         |                                         |
| Strecke |                      | von Vejprty                             | von Vejprty                             |
| ehemaliger Bahnhof | 0,00                 | Königswalde (Erzgeb) ob Bf              | 702 m                                   |
| Abzweig ehemals geradeaus und nach links |                      | nach Annaberg-Buchholz unt Bf           | nach Annaberg-Buchholz unt Bf           |
| Dienststation / Betriebs- oder Güterbahnhof (Strecke außer Betrieb) | 1,67                 | Cunersdorf (b Buchholz/Sachs)           | 699 m                                   |
| Brücke (Strecke außer Betrieb) | 4,00                 | Brücke Kleinrückerswalde (27 m)         | Brücke Kleinrückerswalde (27 m)         |
| Dienststation / Betriebs- oder Güterbahnhof (Strecke außer Betrieb) | 4,11                 | Kleinrückerswalde                       | 675 m                                   |
| Haltepunkt / Haltestelle (Strecke außer Betrieb) | 5,02                 | Annaberg (Erzgeb) ob Bf (AEG-Bahnsteig) | Annaberg (Erzgeb) ob Bf (AEG-Bahnsteig) |
| Abzweig geradeaus und nach rechts (Strecke außer Betrieb) | 5,09                 | Anst ABB Elektroinstallation GmbH       | Anst ABB Elektroinstallation GmbH       |
| Dienststation / Betriebs- oder Güterbahnhof (Strecke außer Betrieb) | 5,88                 | Annaberg-Buchholz ob Bf                 | 659 m                                   |
| | 6,05                 | Streckenende                            | Streckenende                            |

Die Bahnstrecke Königswalde–Annaberg-Buchholz ob Bf war eine fast ausschließlich dem Güterverkehr dienende Nebenbahn in Sachsen. Die kurze Bahn begann im Bahnhof Königswalde ob Bf (Erzgeb) an der Bahnstrecke Vejprty–Annaberg-Buchholz unt Bf und führte nach Annaberg-Buchholz ob Bf.

## Geschichte

### Vorplanungen
Bereits 1892 wurde erstmals ein Bahnhof im oberen Teil von Annaberg gefordert, um die umständlichen Transporte durch die Stadt vom unteren Bahnhof zu den dortigen Fabriken zu vermeiden. Die damals vorgeschlagene Schmalspurbahn von Schönfeld nach Niederschlag wurde jedoch vom sächsischen Landtag abgelehnt. Später favorisierten die Fabrikanten eine normalspurige Industriebahn von Königswalde ob Bf, die vorrangig dem Kohleverkehr aus Böhmen dienen sollte. Mit dem Dekret Nr. 32 vom 12. März 1902 wurde schließlich eine solche Bahn genehmigt.

### Betriebszeit der Bahnstrecke

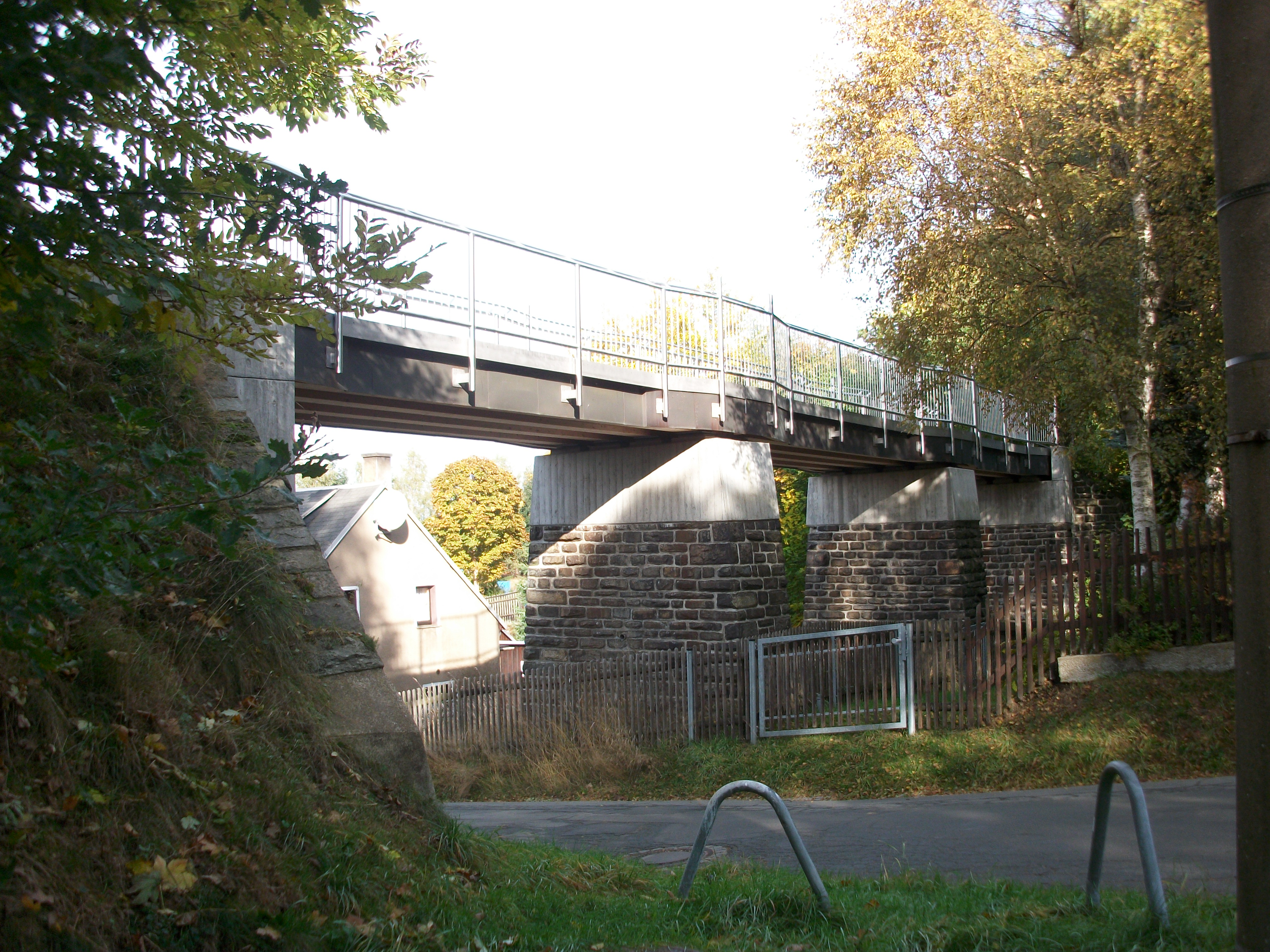
Kleinrückerswalde, Eisenbahnbrücke (2016)

Am 5. Dezember 1904 begann man mit den Arbeiten an der neuen Strecke. Die Trasse folgte weitgehend dem alten, nicht mehr benötigten Oberen Floßgraben, welcher verfüllt und als Bahnkörper nutzbar gemacht wurde. Bei Kleinrückerswalde musste eine dreifeldrige Stahlträgerbrücke errichtet werden, ansonsten kam die neue Strecke ohne weitere Kunstbauten aus. Am 1. August 1906 wurde sie eröffnet.
In der Notzeit am Ende des Ersten Weltkrieges wurde dann doch Reiseverkehr durchgeführt. Zwischen dem 25. Juli 1917 und dem 1. Juni 1921 wurde dem planmäßig verkehrenden Güterzug ein Reisezugwagen 3. Klasse beigestellt.
Am 14. März 1927 wurde nochmals für eine kurze Zeit der Reiseverkehr aufgenommen. Dieser diente insbesondere dem Berufsverkehr zum neuen AEG-Werk, wo ein Werkbahnsteig eingerichtet wurde. Wenig später übernahmen dann schnellere Buslinien diesen Verkehr. Erst zum Ende des Zweiten Weltkrieges – ab dem 3. Juli 1944 – verkehrten noch einmal Reisezüge zum AEG-Werk, um zwangsverpflichtete Arbeitskräfte aus Böhmen zuzuführen.
Nach dem Zweiten Weltkrieg war die Strecke zunächst durch Uranerz-Transporte der Wismut AG gut ausgelastet. Als diese Ende der 1950er Jahre endeten, wurde erstmals über die Stilllegung der Strecke nachgedacht. Schließlich wurde jedoch der gesamte Kohleumschlag für den Kreis Annaberg am oberen Bahnhof konzentriert, was der Strecke wieder ein konstantes Transportaufkommen sicherte. Die Ladestellen Cunersdorf und Kleinrückerswalde wurden 1955 aufgelassen.
Erst mit der politischen Wende im Osten Deutschlands 1989/90 verringerte sich die erbrachte Verkehrsleistung drastisch. Am 1. Mai 1995 wurde der Güterverkehr dann offiziell eingestellt.
Am 1. Oktober 1996 wurde die Strecke stillgelegt. Im Bereich des ehemaligen AEG-Anschlusses wurden 400 Meter Gleis bereits im Jahr 1995 zurückgebaut und für den Wiederaufbau des oberen Abschnitts der Preßnitztalbahn verwendet. Die Gleise im oberen Bahnhof von Annaberg-Buchholz wurden im Sommer 2000 abgebaut, danach entstand auf dem Areal ein Gewerbegebiet. Ein Jahr später erfolgte der Rückbau der Strecke zwischen km 5,0 und dem Endbahnhof durch den „IG Preßnitztalbahn e. V.“.

### Nachnutzung

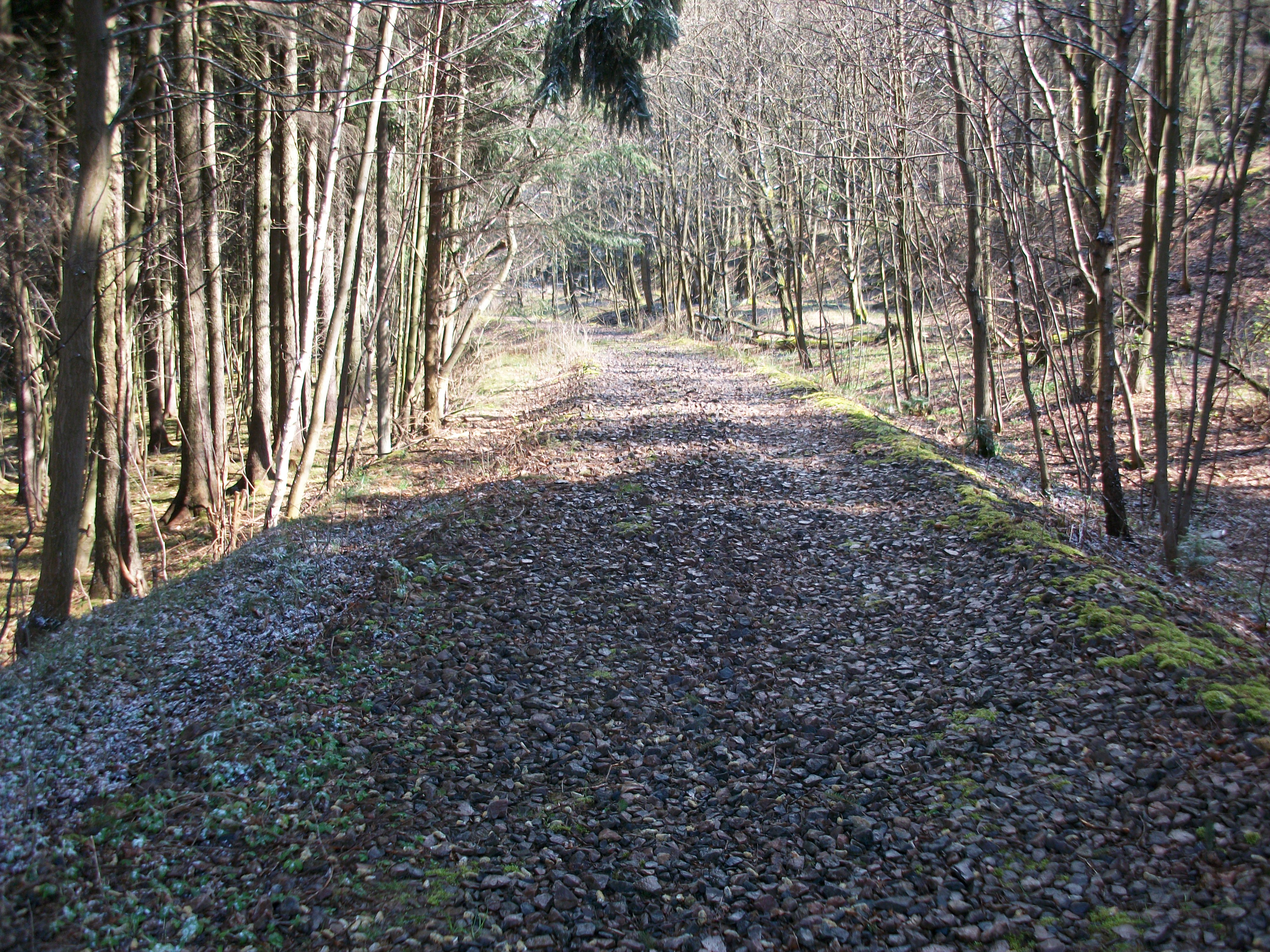
Rückgebaute KA-Trasse bei Königswalde (Erzgeb) ob Bf (2016)

Im Jahr 1999 kündigte die BVO Bahn GmbH an, dass die von ihr betriebene Schmalspurbahn Cranzahl–Kurort Oberwiesenthal künftig über die „obere Bahn“ bis ins Stadtgebiet von Annaberg-Buchholz erweitert werden soll. Dazu wäre zwischen Cranzahl und Königswalde (Erzgeb) ob Bf ein Dreischienengleis erforderlich gewesen. In Königswalde (Erzgeb) ob Bf wäre die geplante Verlängerung der Schmalspurbahn über eine Verbindungskurve auf die Trasse der KA-Linie eingebogen, die man bis in Höhe des ehemaligen AEG-Haltepunktes reaktiviert hätte. Letztendlich scheiterte dieses Vorhaben an der Finanzierung.
Von September 2008 bis zur Eröffnung im Oktober 2009 wurde die Trasse zwischen Annaberg-Buchholz und Kreuzung der Trasse mit der Staatsstraße 265 östlich von Cunersdorf zu einem Radweg ausgebaut. Im Jahr 2016 war die Trasse darüber hinaus bis an die Waldgrenze in Richtung Königswalde (Erzgeb) ob Bf asphaltiert.

## Streckenbeschreibung

### Verlauf

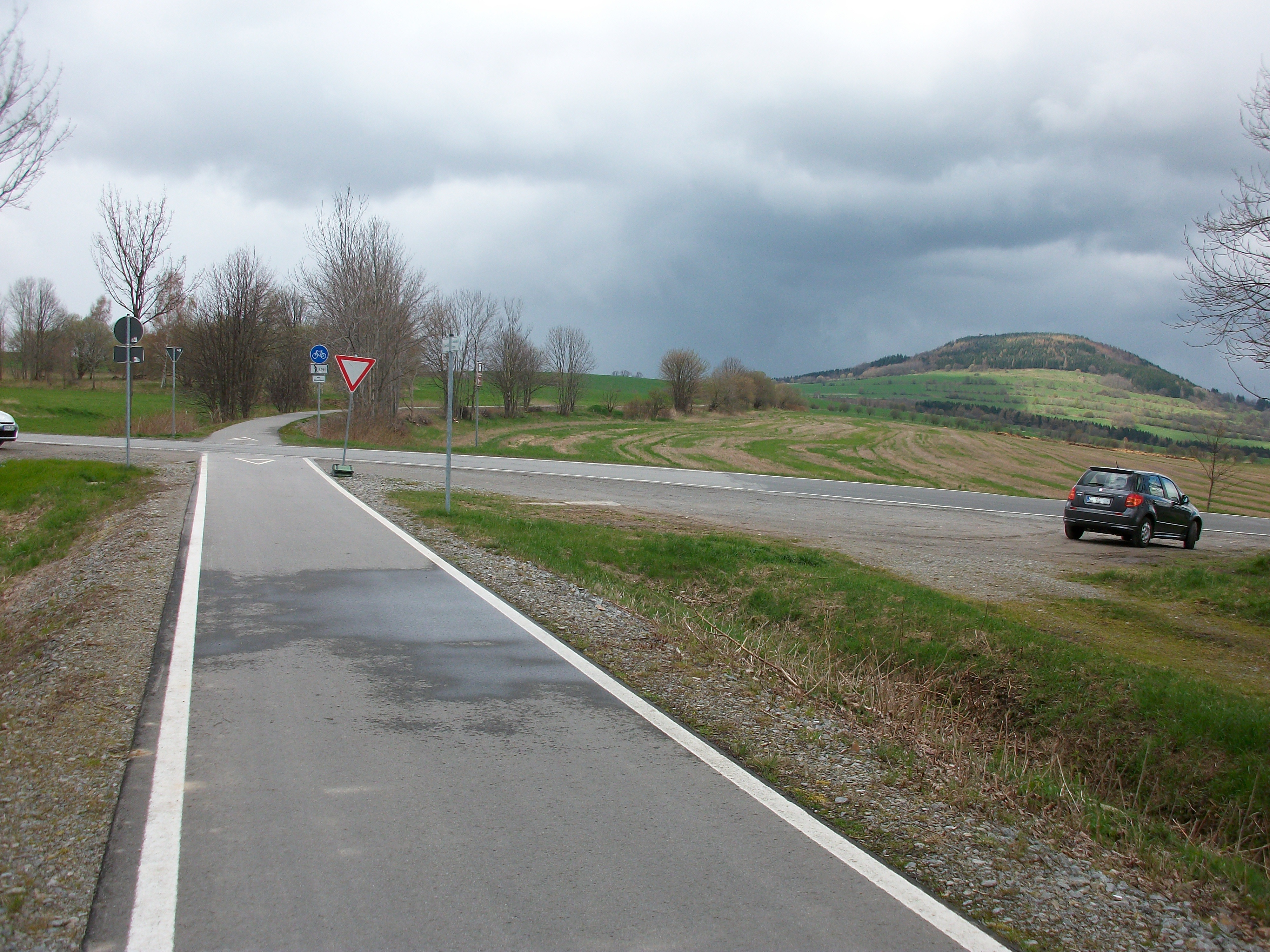
Cunersdorf, ehem. Bahnübergang Annaberger Straße mit Pöhlberg (2016)

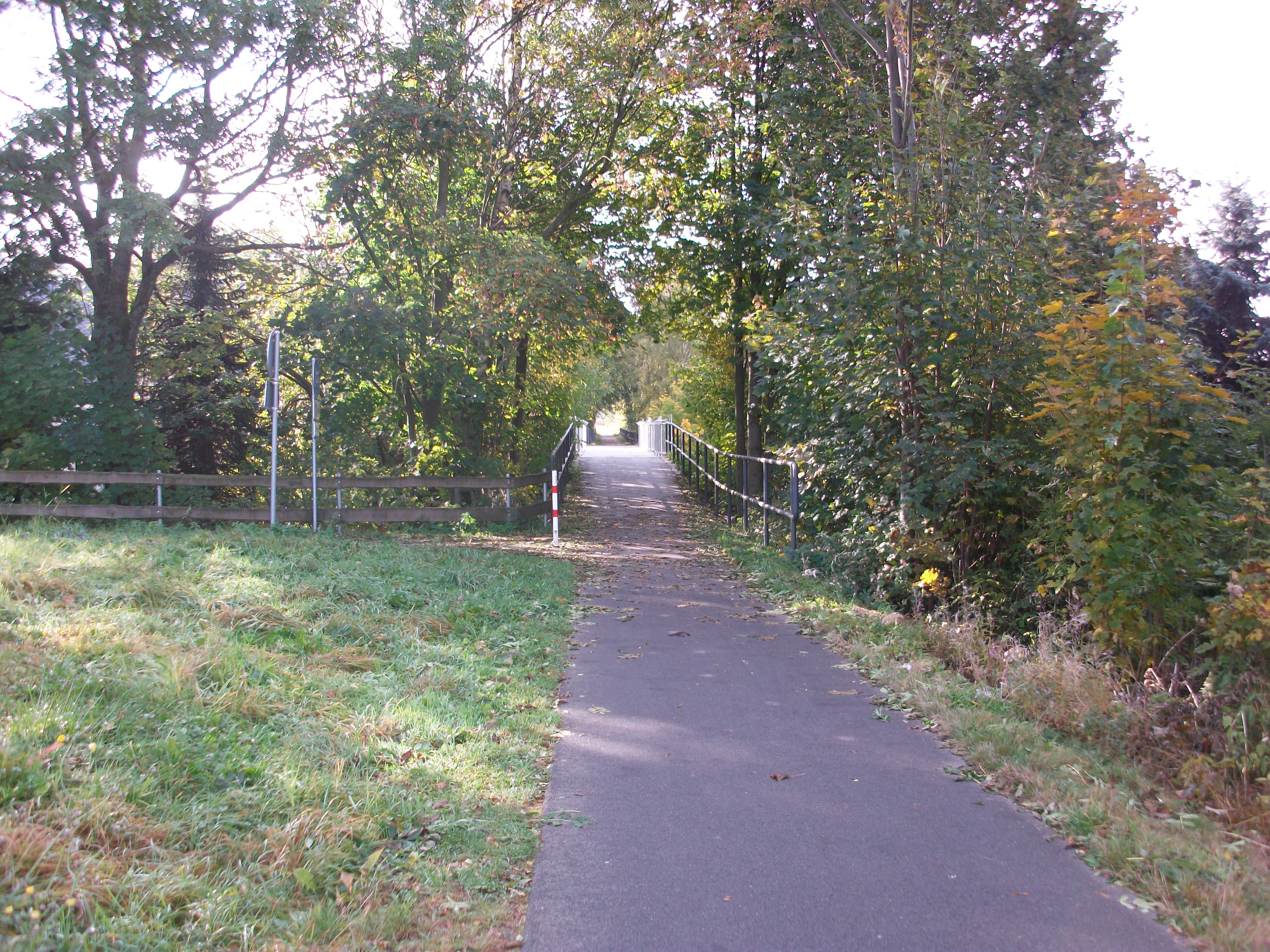
Kleinrückerswalde, Eisenbahnbrücke mit Radweg (2016)

Die Bahnstrecke nach Annaberg-Buchholz ob Bf hatte ihren Ausgangspunkt am km 5,9 der Bahnstrecke Weipert – Annaberg-Buchholz unt Bf. Sie zweigte an der nördlichen Ausfahrt der Station Königswalde (Erzgeb) ob Bf von dieser ab und verlief auf dem Scheitelpunkt des Bergrückens zwischen dem Pöhlbach- und dem Sehmatal nach Norden in Richtung Annaberg. Vom Ausgangspunkt der Strecke bis zum Bereich der heutigen Mülldeponie „Himmlisch Heer“ verlief die Trasse auf dem zugeschütteten Annaberger Floßgraben.
Bei Kilometer 1,7 wurde in der Nähe der zu Cunersdorf gehörigen Gaststätte „Morgensonne“ die Ladestelle Cunersdorf erreicht. Direkt hinter der Station überquerte die Bahnstrecke die „Annaberger Straße“, die Cunersdorf mit Königswalde verbindet. In diesem Bereich verläuft bis zum Endbahnhof die Bundesstraße 95 parallel zur Trasse. Im Bereich der heutigen Mülldeponie „Himmlisch Heer“ verließ die Trasse den Annaberger Floßgraben. Eine Gedenktafel erinnert hier an den einst für den Annaberger Bergbau wichtigen Graben.
Die einzige Brücke der Strecke wurde in der Ortslage Kleinrückerswalde bei km 4,001 erreicht. Kurz dahinter lag die Ladestelle Kleinrückerswalde bei km 4,11. Die Stadtgrenze von Annaberg wurde bei km 5,0 der Bahnstrecke erreicht. Kurz hinter dem Bahnübergang „Alte Poststraße“ befand sich direkt an der heutigen B95 bei km 5,02 mit dem Haltepunkt Annaberg (Erzgeb) ob Bf (AEG-Bahnsteig) der einzige Personenhalt der Strecke. Nach dem Passieren der Station zweigte ein Anschlussgleis zur „Elektroinstallation Annaberg (bis 1945 AEG)“ ab.
Nach weiteren 800 Metern wurde in einem Bogen nach Osten bei km 5,878 die Endstation Annaberg-Buchholz ob Bf erreicht. Sie liegt am Nordwestrand des Pöhlbergs.

### Betriebsstellen
Königswalde (Erzgeb) ob Bf ⊙

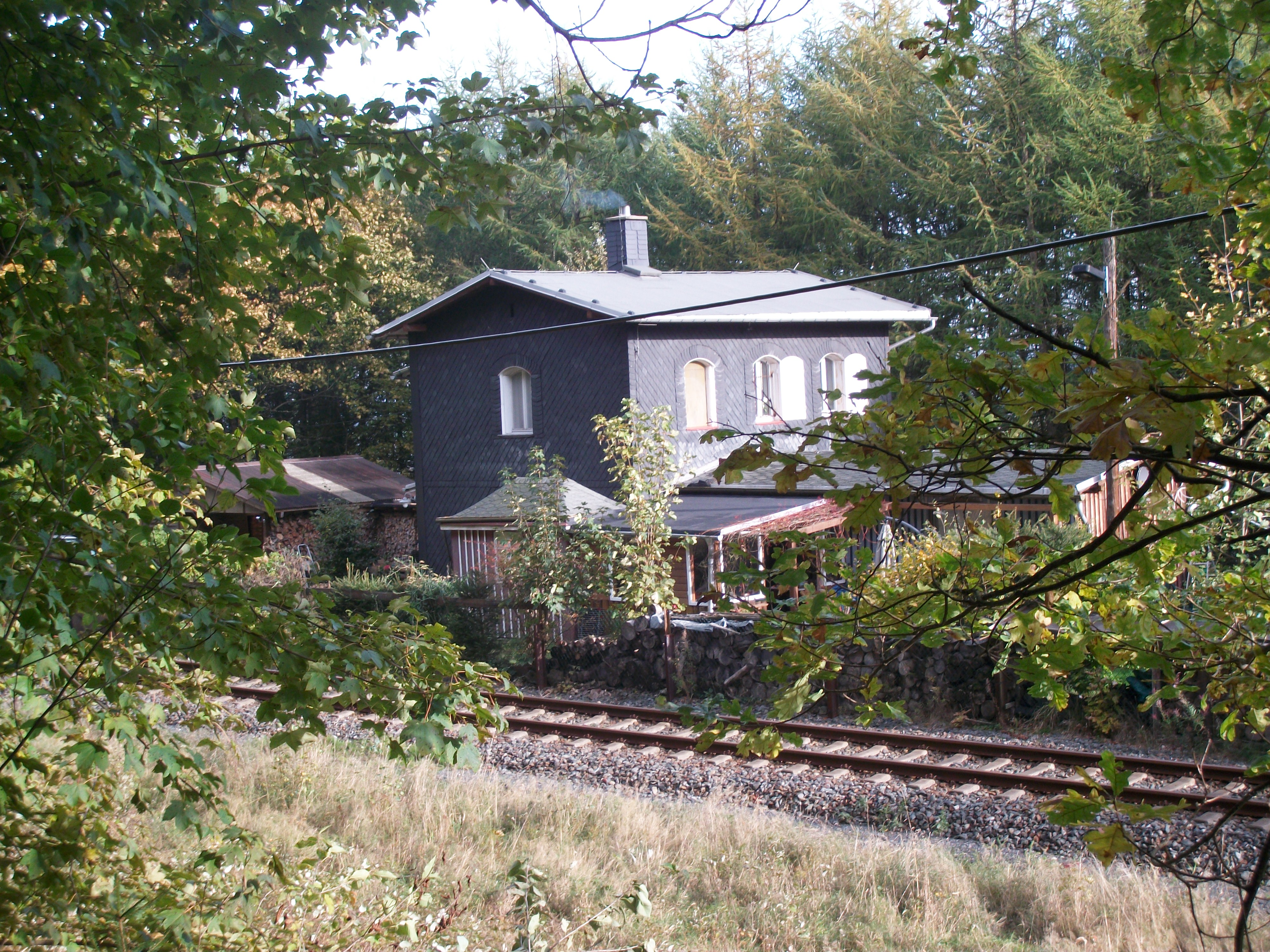
Königswalde (Erzgeb) ob Bf (2016)

Der Haltepunkt Königswalde wurde am 3. August 1872 mit der Bahnstrecke Weipert–Annaberg-Buchholz unt Bf eröffnet. Mit der Eröffnung der Stichbahn nach Annaberg-Buchholz ob Bf. im Jahr 1906 wurde die Station zum Bahnhof erweitert. Er trug folgende Namen:
- bis 1922: Königswalde
- bis 1928: Königswalde (Erzgeb)
- seit 1928: Königswalde (Erzgeb) ob Bf (nach Eröffnung der Plattentalbahn mit Königswalde (Erzgeb) unt Bf)

Von 1906 bis 1996 zweigte vom Bahnhof die Stichstrecke nach Annaberg-Buchholz ob Bf ab, sie diente fast ausschließlich dem Güterverkehr. Aufgrund seiner großen Entfernung zum dazugehörigen Ort Königswalde im Tal des Pöhlbachs hatte Königswalde (Erzgeb) ob Bf jedoch nie eine Bedeutung im Wagenladungsverkehr gehabt. Als einzige signaltechnische Ausstattung dieser Bahnstrecke besaß Königswalde (Erzgeb) ob Bf bis zu seiner Stilllegung ein einflügeliges Gittermastformsignal. Im September 1999 wurde dieses umgelagert und auf dem Gelände des ehemaligen Bahnhofes Herold (Erzgeb) im Thumer Schmalspurnetz aufgestellt.
Aufgrund des geringen Fahrgastaufkommens wurde Königswalde (Erzgeb) ob Bf am 27. September 1998 aufgelassen. Im Zuge der im Herbst 1999 erfolgten Sanierung des Streckenabschnitts Königswalde (Erzgeb) ob Bf–Bärenstein (Kr Annaberg) wurden die Gleisanlagen zurückgebaut und das Streckengleis quer über das ehemalige Bahnhofsgelände verlegt. Königswalde (Erzgeb) ob Bf liegt abseits im Südwesten des Orts am Hang des Pöhlbachtals und ist über die „Annaberger Straße“ und die „Bahnhofstraße“ erreichbar. Das Empfangsgebäude aus dem Jahr 1906 wird als privates Wohnhaus genutzt.
Cunersdorf (b Buchholz/Sachs) ⊙

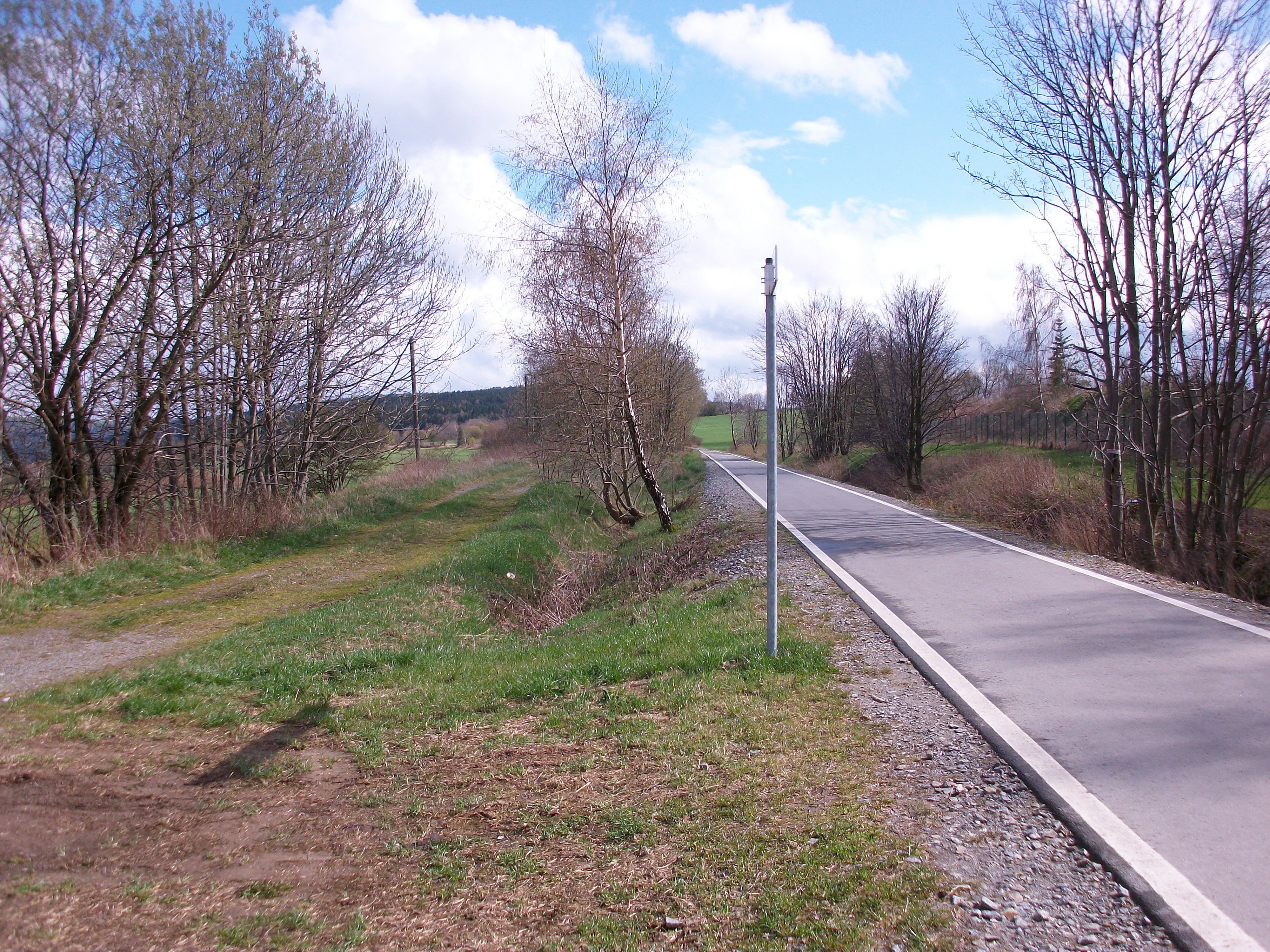
Ehem. Standort Cunersdorf Ladestelle (2016)

Die Ladestellte Cunersdorf (b Buchholz/Sachs) wurde am 1. August 1906 eröffnet. Sie trug folgende Namen:
- bis 1911: Cunersdorf bei Buchholz Ladestelle
- bis 1933: Cunersdorf b Buchholz (Sa)
- seit 1933: Cunersdorf (b Buchholz/Sachs)

Die nur für den Güterverkehr genutzte Ladestelle Cunersdorf besaß an Hochbauten lediglich einen Wagenkasten. Sie war bis 1955 in Betrieb und wurde danach samt Nebengleisen abgebaut. Am heutigen Standort gegenüber der Gaststätte „Morgensonne“ befindet sich ein freier Platz. Er liegt direkt an der Kreuzung der Bundesstraße 95 (Annaberg-Buchholz–Oberwiesenthal) und der Ortsverbindungsstraße Cunersdorf–Königswalde.
Kleinrückerswalde ⊙

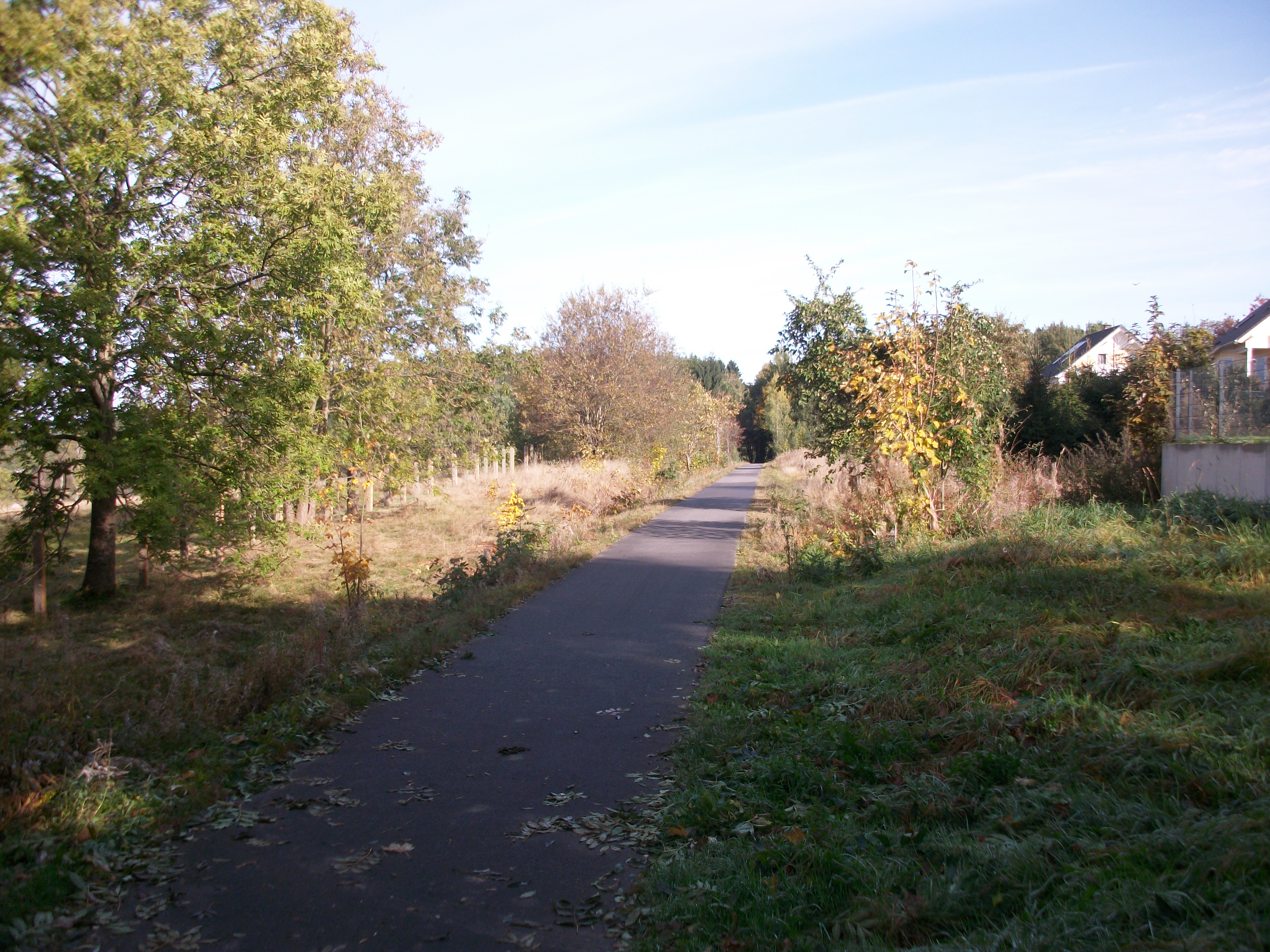
Ehem. Standort Kleinrückerswalde Ladestelle (2016)

Die Ladestellte Kleinrückerswalde wurde wie die Cunersdorfer Ladestelle am 1. August 1906 eröffnet. Sie trug folgende Namen:
- bis 1911: Kleinrückerswalde Ladestelle
- seit 1911: Kleinrückerswalde

Die nur für den Güterverkehr genutzte Ladestelle Kleinrückerswalde an Hochbauten lediglich einen Wagenkasten. Sie war bis 1955 in Betrieb und wurde danach samt Nebengleisen abgebaut. Der Standort befindet sich in Fahrtrichtung Annaberg kurz hinter dem Eisenbahnviadukt an der Straße „An der Jöhstädter Straße“. Am Standort sind keine Zeugen der Eisenbahn mehr vorhanden.
Annaberg (Erzgeb) ob Bf (AEG-Bahnsteig) ⊙

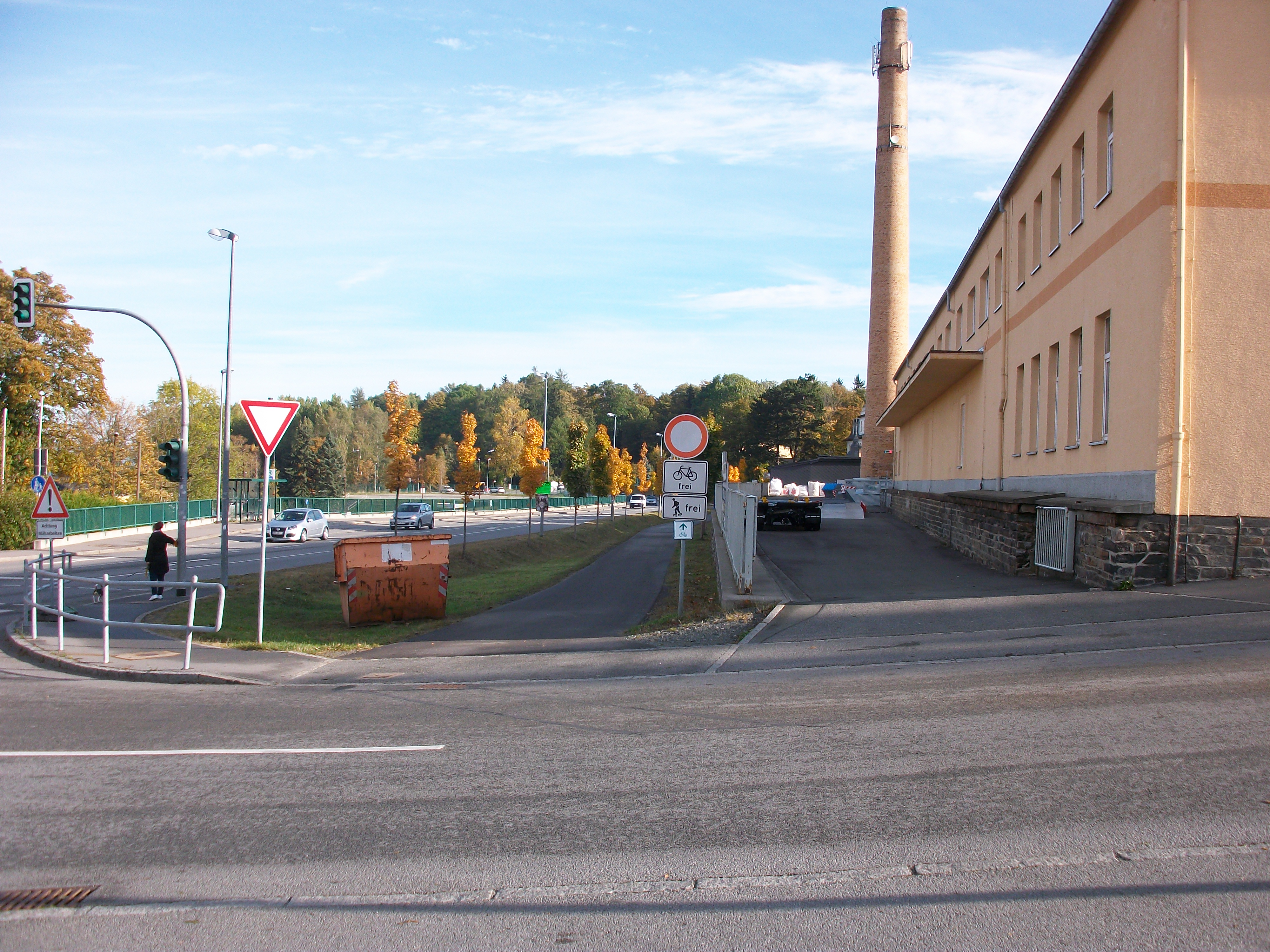
Ehem. Standort Annaberg (Erzgeb) ob Bf AEG-Bahnsteig (2016)

Der Haltepunkt Annaberg (Erzgeb) ob Bf (AEG-Bahnsteig) wurde am 14. März 1927 für die Arbeiter des 1926 gegründeten AEG-Werks eröffnet, das somit einen hölzernen Werkbahnsteig erhielt. Die Station an der Zufahrt des AEG-Werks verfügte über keine Hochbauten. Es war der einzige Personenhalt der Strecke, der ausschließlich für die Werksarbeiter zur Verfügung stand. Kurze Zeit später wurde der Werksverkehr jedoch durch Busse ersetzt. Erst zum Ende des Zweiten Weltkrieges – ab dem 3. Juli 1944 – verkehrten noch einmal Reisezüge zum AEG-Werk, um zwangsverpflichtete Arbeitskräfte aus Böhmen zuzuführen. Der Haltepunkt wurde mit Kriegsende im Jahr 1945 aufgelassen.
Die Station befindet sich zwischen der „Alten Poststraße“ und der „Ernst-Roch-Straße“ direkt an der heutigen B95. Das Anschlussgleis zum Werk der einstigen Elektroinstallation wurde im September 1995 durch Auszubildende der Berliner S-Bahn abgebaut und teilweise für den Wiederaufbau des oberen Abschnitts der Preßnitztalbahn als Museumsbahn verwendet. Die am Standort in Fahrtrichtung Annaberg linkerhand erkennbare Stützmauer aus Stampfbeton ist der verbliebene Rest des einstigen AEG-Bahnsteiges.
Annaberg-Buchholz ob Bf ⊙

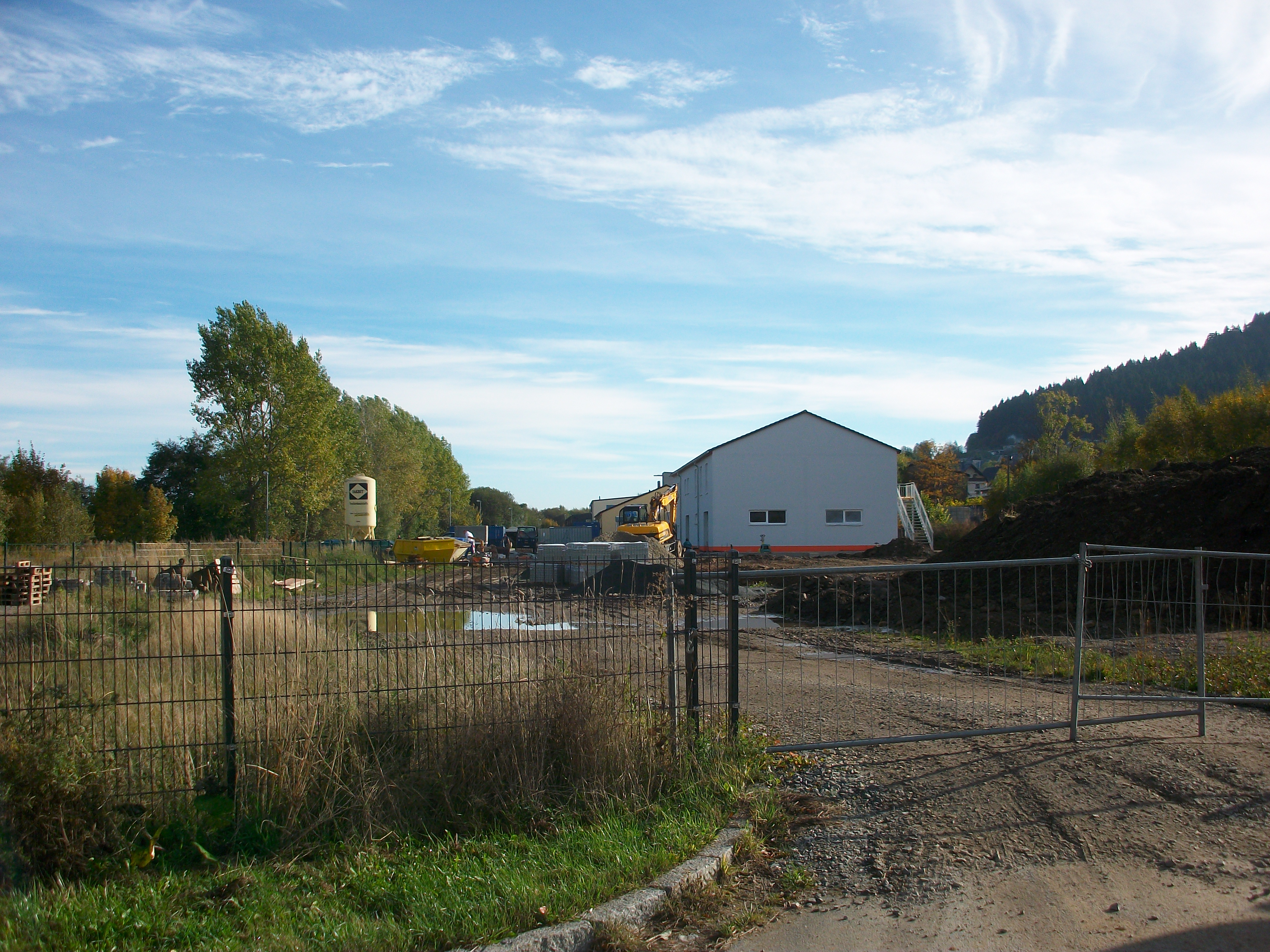
Ehem. Gelände Annaberg-Buchholz ob Bf, heute Gewerbegebiet Oberer Bahnhof (2016)

Annaberg-Buchholz ob Bf wurde am 1. August 1906 als Ladestelle eröffnet und im Mai 1913 zum Güterbahnhof gewidmet. Er war nach dem 1866 eröffneten Personenbahnhof „Annaberg-Buchholz unt Bf“ im Tal der Sehma der zweite Bahnhof der Stadt. Die Station trug folgende Namen:
- bis 1911: Annaberg i Erzgeb Ladestelle
- bis 1922: Annaberg (Erzgeb) Ladest
- bis 1949: Annaberg (Erzgeb) ob Bf
- seit 1949: Annaberg-Buchholz ob Bf (durch die Vereinigung von Annaberg und Buchholz zu Annaberg-Buchholz)

Zur Eröffnung der Station im Jahr 1906 erhielt die damals Ladestelle Annaberg genannte Station ein kleines Beamtenwohnhaus. Aufgrund des stetig wachsenden Güterverkehrs am nunmehrigen oberen Bahnhof wurde am 1. Juni 1929 ein Güterschuppen mit Diensträumen eingeweiht und die Gleisanlagen und der Personalbestand erweitert. Nachdem Annaberg-Buchholz ob Bf in den 1960er Jahren zu einem zentralen Umschlagplatz für Kohlen im Kreis Annaberg umfunktioniert wurde, kam der Station eine erhebliche Bedeutung für die Stadt und das Umland zu.
Infolge der politischen Wende 1989/90 kam es Anfang der 1990er Jahre zu einem rückläufigen Güteraufkommen. Der letzte planmäßige Güterzug erreichte Annaberg-Buchholz ob Bf am 30. Dezember 1994. Am nächsten Tag erfolgte die Stilllegung des Bahnhofs, bevor die gesamte Bahnstrecke offiziell am 1. Mai 1995 und dauerhaft zum 1. Oktober 1996 außer Betrieb ging. Die Gleisanlagen, Hochmasten, Güterschuppen und die Ladestraße wurden im Jahr 2000 entfernt und die angrenzenden Industriebrachen schrittweise abgerissen. Die Stadt Annaberg-Buchholz als neue Eigentümerin ließ das Gelände als „Gewerbegebiet Parkstraße/Oberer Bahnhof“ erschließen, sodass heute von der einstigen Bebauung keine Spuren mehr zu finden sind.